# 何苑欣
何苑欣（英語：HO Yuen Yan Annie，1983年9月7日—），香港女子馬術運動員和練馬師。

## 簡歷
何苑欣自小開始策騎小馬。2001年，她在英國格洛斯特郡的哈特伯瑞學院（Hartpury College）修讀馬科學位，並於在學期間取得英國馬術協會的中級教練資格，成為職業教練。她在畢業後在香港賽馬會工作，開始其馬術運動生涯。
2007年，何苑欣參加由香港馬術總會主辦的初級三項賽（2008北京奧運馬術的測試賽），與賽駒「超級飛彈」奪得亞軍。
在馬匹「精梳王」從香港賽馬會退役後，何苑欣將牠再培訓成為馬術賽駒。其後，她曾與「精梳王」贏得2008及2009年度香港馬術馬王賽的三項賽馬王。
何苑欣於2007至2009年間在香港賽馬會雙魚河騎術學校及屯門公眾騎術學校擔任騎術教練，並協助訓練本港的退役馬匹；其後轉為全職騎手，在歐洲參加比賽及訓練馬匹。
2010年，何苑欣與賽駒「Undulette」出戰廣州亞運會，最終在個人賽取得第八名，成為香港隊成績最佳的三項賽騎手。
2013年7月，何苑欣在泰國芭堤雅舉行的首屆國際馬聯亞洲三項錦標賽中，與賽駒「精梳王」合作贏得個人賽金牌。
同年10月，她與8歲的賽駒「Baxo」參與英國 Aldon CCI 一星級國際賽事，憑比賽成績取得亞運會的參賽資格。
2014年9月，何苑欣代表中國香港參加南韓仁川舉行的亞運會馬術比賽，與吳蓓華和何誕華合作贏得團體三項賽（盛裝舞步賽、越野賽及障礙賽）銅牌。